# ایلچیبای
ایلچیبای (انگلیسی: Ilchibay) یک شهرک در شهرستان کالتاسینسکی استان باشقیرستان کشور روسیه است.